# Tirunelveli (Distrikt)
Der Distrikt Tirunelveli (Tamil திருநெல்வேலி மாவட்டம்; früher Tinnevelly) ist ein Distrikt des indischen Bundesstaates Tamil Nadu. Verwaltungszentrum ist die namensgebende Stadt Tirunelveli.

## Geografie

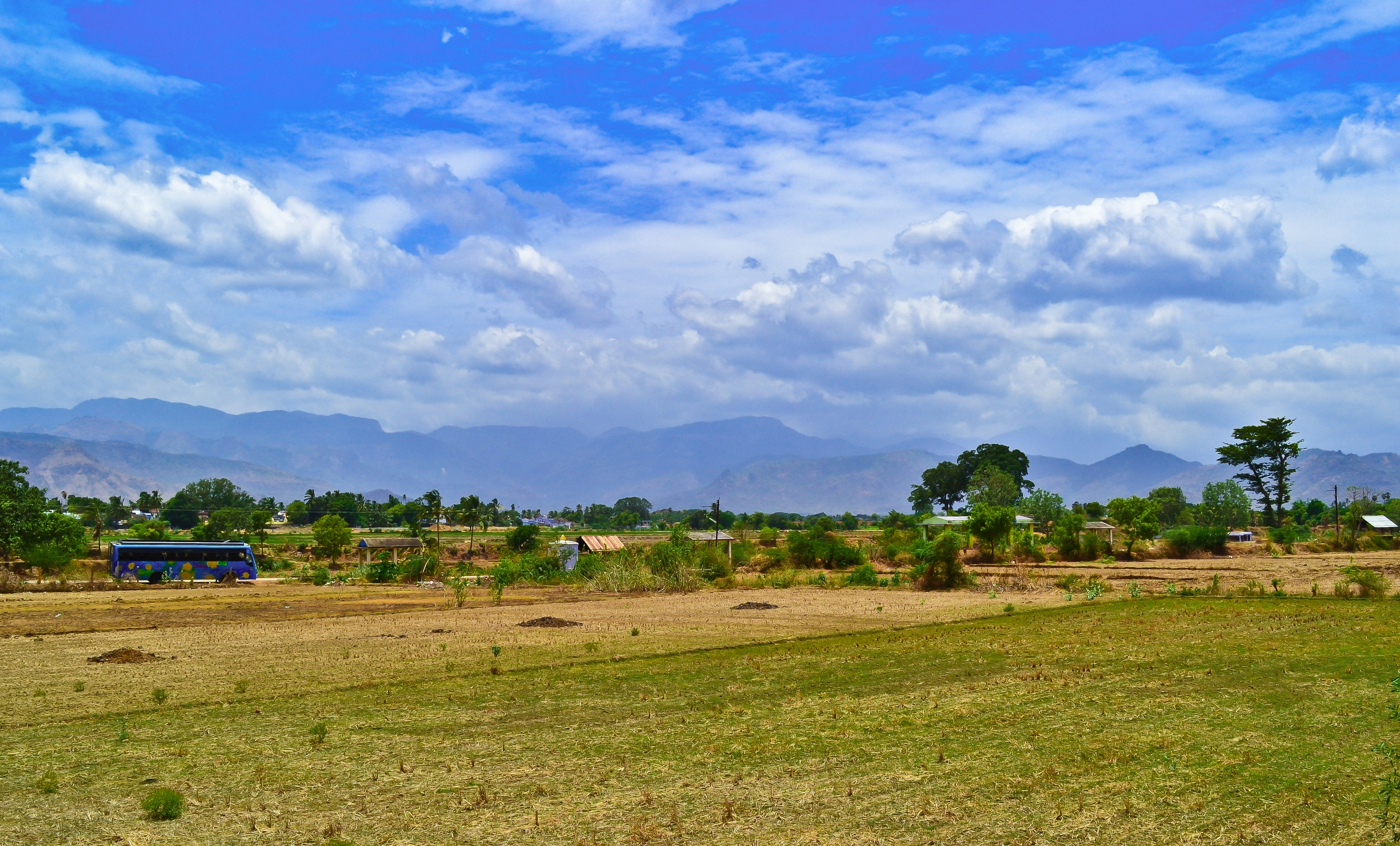
Landschaft bei Kallidaikurichi, im Hintergrund die Westghats

Der Distrikt Tirunelveli liegt im Süden Tamil Nadus nahe der Südspitze Indiens. Nachbardistrikte sind Tenkasi im Norden, Thoothukudi im Osten, Kanyakumari im Südwesten (alle Tamil Nadu), Thiruvananthapuram, Kollam und Pathanamthitta im Westen (alle Kerala).
Die Fläche des Distrikts Tirunelveli beträgt 3876,06 Quadratkilometer (Stand 2019). Das Distriktgebiet erstreckt sich von der Küste des Golfs von Mannar bis zu den Bergen der Westghats, die die natürlich Grenze zu Kerala bilden. Die höchste Erhebung ist der 1.868 Meter hohe Agastya Malai an der Grenze zu Kerala. Das Distriktgebiet wird von Thamirabarani, dem einzigen ganzjährig wasserführenden Fluss im südlichen Tamil Nadu durchflossen. Entlang des Thamirabarani findet sich fruchtbares Schwemmland, das intensiv landwirtschaftlich genutzt wird. Abseits des Flusstals dominieren im Flachland karge, sandige Böden. Die Berghänge der Westghats sind dicht bewaldet.
Im Distrikt Tirunelveli herrscht ein wechselfeuchtes Tropenklima vor. Die Jahresmitteltemperatur in Tirunelveli beträgt 29,0 °C, das Jahresmittel des Niederschlages liegt bei 752 mm. Durch die Lage im Regenschatten der Westghats ist der das Klima trockener als in anderen Teilen Tamil Nadus. Die meisten Niederschläge fallen während des Nordostmonsuns zwischen Oktober und Dezember.

## Geschichte
Im Altertum und Mittelalter wurde das Gebiet von Tirunelveli die meiste Zeit von Madurai aus beherrscht: zunächst bis ins 4. Jahrhundert und dann erneut ab dem 12. Jahrhundert von den Pandyas, im 14. Jahrhundert vom kurzlebigen Sultanat Madurai und dann wieder ab dem 16. Jahrhundert durch die Nayaks von Madurai. In den Wirren, die auf den Untergang der Nayak-Herrschaft folgten, kam das Gebiet 1743 nominell unter die Kontrolle der Nawabs von Arcot. Tatsächlich übten aber lokale Feudalherrscher die Macht aus. Ab 1755 bemühte sich die Britische Ostindien-Kompanie, Tirunelveli unter ihre Kontrolle zu bringen. Endgültig kam das Gebiet 1801 unter die Herrschaft der Kompanie, als der Nawab von Arcot sein Territorium an die Briten abtrat.
Das Gebiet wurde als Distrikt Tinnevelly (Tirunelveli) in die Provinz Madras eingegliedert. Anfangs umfasste der Distrikt Tirunelveli ein größeres Gebiet als heute. 1910 kamen die nördlichen Teile des Distrikts Tirunelveli zusammen mit Gebieten aus dem Distrikts Madurai an den neugegründeten Distrikt Ramanathapuram (Ramnad); seit 1985 gehören sie zum neugegründeten Distrikt Virudhunagar. Nach der indischen Unabhängigkeit kam der Distrikt Tirunelveli im Zuge des States Reorganisation Act 1956 an den neuformierten Bundesstaat Madras, der nunmehr die tamilischsprachigen Gebiete umfasste und später in Tamil Nadu umbenannt wurde. Dabei wurde auch der Taluk Shenkottai, der zuvor zu Travancore gehört hatte, wegen seiner überwiegend tamilischen Bevölkerung dem Bundesstaat Madras zugeschlagen und in den Distrikt Tirunelveli eingegliedert. Am 20. Oktober 1986 wurde aus dem östlichen Teil des Distrikts Tirunelveli der neue Distrikt Thoothukudi gebildet. Am 12. November 2019 wurde aus nördlichen Teilen Tirunelvelis der neue Distrikt Tenkasi geformt.

## Bevölkerung

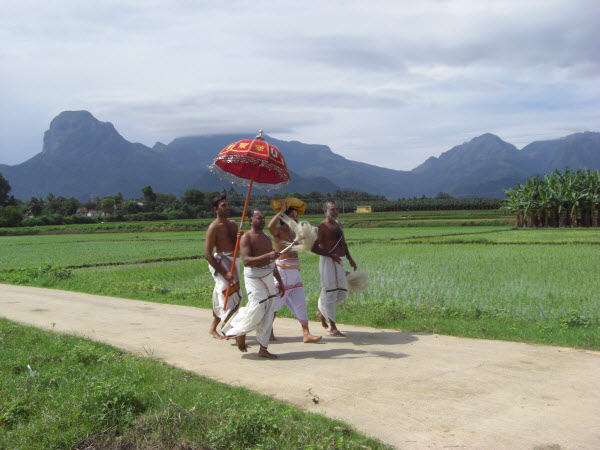
Hindu-Priester in Tirukkurungudi im Distrikt Tirunelveli

Bei der indischen Volkszählung 2011 hatte der Distrikt Tirunelveli (in seinen Grenzen ab 2019) 1.636.438 Einwohner (806.697 männlich, 829.741 weiblich). Die Bevölkerungsdichte lag mit 422 Einwohnern pro Quadratkilometer deutlich unter dem Durchschnitt Tamil Nadus (555 Einwohner pro Quadratkilometer). 906.471 Personen (55 Prozent) lebten in Städten, womit der Urbanisierungsgrad über dem Mittelwert des Bundesstaates (48 Prozent) lag. 276.814 Einwohner (17 Prozent) waren Angehörige registrierter niederer Kasten (Scheduled Castes) und 6614 (0,4 Prozent) Angehörige der registrierten indigenen Stammesbevölkerung (Scheduled Tribes). Die Alphabetisierungsquote lag mit 78,62 Prozent etwas über dem Durchschnitt Tamil Nadus (80 Prozent).
Unter den Einwohnern des Distrikts Tirunelveli stellten die Hindus nach der Volkszählung 2011 mit 75 Prozent die Mehrheit. Daneben gab es größere Minderheiten von Christen (15 Prozent) und Muslimen (9 Prozent). Besonders hoch ist der christliche Bevölkerungsanteil in den Küstengebieten, was sich durch die Konversion der Fischerkaste der Paravar durch den jesuitischen spanischen Missionar Franz Xaver im 16. Jahrhundert erklärt.
Die Hauptsprache im Distrikt Tirunelveli wie in ganz Tamil Nadu das Tamil. Nach der Volkszählung 2001 wurde es von 98 Prozent der Einwohner des Distrikts als Muttersprache gesprochen. Daneben gibt es eine kleine Minderheit von Sprechern des Telugu.

## Verwaltungsgliederung
Der Distrikt Tirunelveli war 2020 in acht Taluks (Subdistrikte) gegliedert (Tirunelveli, Palayamkottai, Ambasamudram, Nanguneri, Radhapuram, Manur, Cheranmahadevi, Thisayanvillai). Es gab eine Municipal Corporation (Tirunelveli), zwei Municipalities (Ambasamudram, Vikramasingapuram), neun Panchayat Unions und 18 nach dem Panchayat-System verwaltete Kleinstädte (Town Panchayats), sowie 204 Dörfer.